# Samen (Mr. Polska & Teske)
Samen is een lied van de Nederlands-Poolse rapper Mr. Polska en de Nederlandse zangeres Teske. Het werd in 2016 als single uitgebracht.

## Achtergrond
Samen is geschreven door Dominik Włodzimierz Groot en Teske de Schepper en geproduceerd door Boaz van de Beatz. Het is een nummer uit het genre nederhop met effecten uit de tropical house. In het lied rappen en zingen de artiesten over een stel die zich afvragen of ze samen door het leven kunnen gaan. Het nummer kwam voor uit televisieprogramma Live at Red Bull Studios van MTV, waarin Mr. Polska, een ervaren artiest, werd gekoppeld naar Teske, een nieuwkomer, om samen een hit te maken. Ze moesten hier het nummer binnen een dag afhebben, om het vervolgens daar aan het publiek voor het eerst ten gehore te brengen. 
De single heeft in Nederland de platinastatus.

## Hitnoteringen
De artiesten hadden succes met het lied in de hitlijsten van Nederland. Het piekte op de 36e plaats van de Nederlandse Single Top 100 en stond dertien weken in deze hitlijst. In de Nederlandse Top 40 kwam het tot de 37e positie. Het was drie weken in de Top 40 te vinden. 